# 王强 (书法家)
王强（1959年2月9日—）是教授，书法家。王强现为中央财经大学文化与传媒学院教授、院长，书法专业学科带头人，中国书协第六届教育工作委员会委员，古代文学博士。主要社会兼职有中国写作学会副会长、全国财经院校语文研究会会长、北京市社科联第五届委员会委员、北京市海淀区政协常委、北京市写作学会会长、北京文艺评论家协会理事。
王强出生于北京。1982年毕业于北京师范大学中文系，师从启功先生习字，学诗；受业古代文学，常受先生眷顾。20世纪80年代成为中国书法家协会会员。其书法作品被中国美术馆、世博会等国家机构收藏。王强对书法艺术多有研究（可参考刘墨的文章《我知道的王强》，载于《中国书画报》，1996年3月28日），曾获第四届全国书学研讨会一等奖，在《中国书法》、《书法研究》等杂志发表多篇研究文章，其《中国书法导论》一书在学界影响广泛(见梅墨生《一本充满思辨性的书法学著作——中国书法导论浅读》。)。

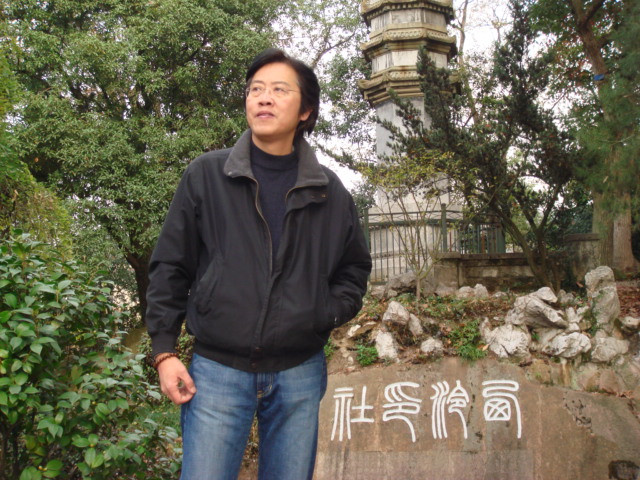
王强
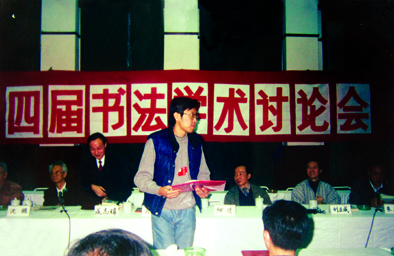
中国第四届书学研讨会